# فيلي ويست
فيلي ويست (بالإنجليزية: Willie West)‏ هو لاعب كرة قدم أمريكية أمريكي، ولد في 1 مايو 1938 في ليكسينغتون في الولايات المتحدة.

## وصلات خارجية
- فيلي ويست على موقع مرجع كرة القدم المحترفة.كوم (الإنجليزية)